# رود هادسن
رود هادسن(به انگلیسی: Hudson River) یا رود هادسون در ایالت نیویورک ایالات متحد آمریکا جاری است. این رود به طول ۵۰۷ کیلومتر (۳۱۵ مایل) از شمال تا جنوب ایالت نیویورک جریان دارد. رود هادسون از دریاچه اشک ابرها (Tear of the Clouds) واقع در کوه‌های اَدیراندَک (Adirondack)در منتهی الیه شمال ایالت نیویورک سرچشمه می گیرد و با آبگیری از دامنه های حوزه آبی کوه مارسی و با گذشتن از آلبانی و شهر نیویورک به اقیانوس اطلس می‌ریزد. این رودخانه همچنین به عنوان یک مرز سیاسی بین ایالت‌های نیوجرسی و نیویورک در انتهای جنوبی آن عمل می‌کند. و در شمال، مرزهای محلی بین چندین شهر ایالت نیویورک را مشخص می‌کند. نیمه پایینی رودخانه یک خور جزر و مدی است. تخمین زده میشود که خور دهانه رود هادسون در آخرین دوره یخبندان آمریکای شمالی حدود ۲۶۰۰۰ تا ۱۳۳۰۰ سال قبل تشکیل شده است. آبهای جزر و مدی از شمال تا شهر تروی جریان هادسون را تحت تأثیر قرار می دهند.
نیروگاه هسته‌ای ایندین پوینت در مسیر این رودخانه قرار دارد.

## نگارخانه

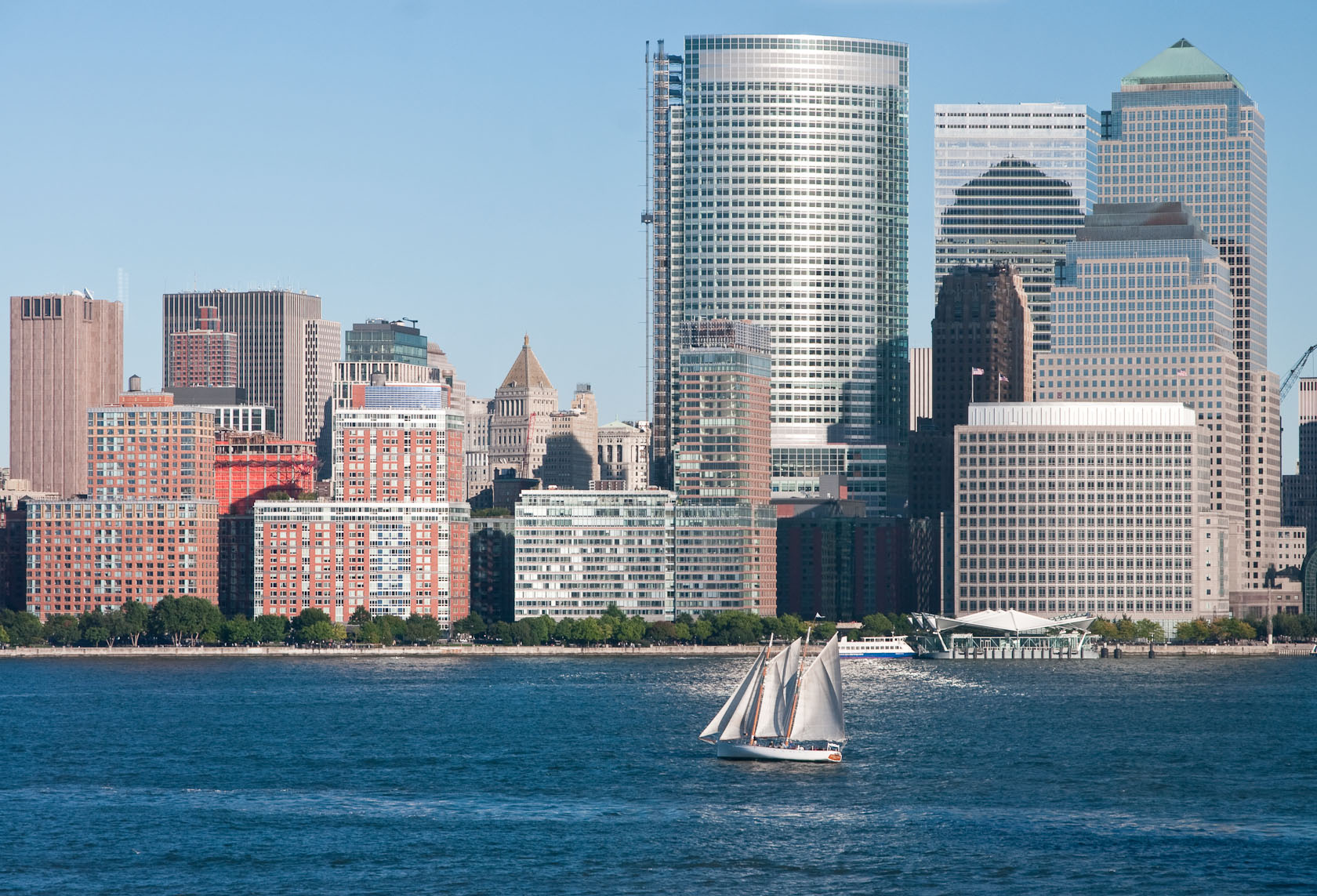
یک قایق بادبانی در رودخانه هادسون در نزدیکی منهتن جنوبی
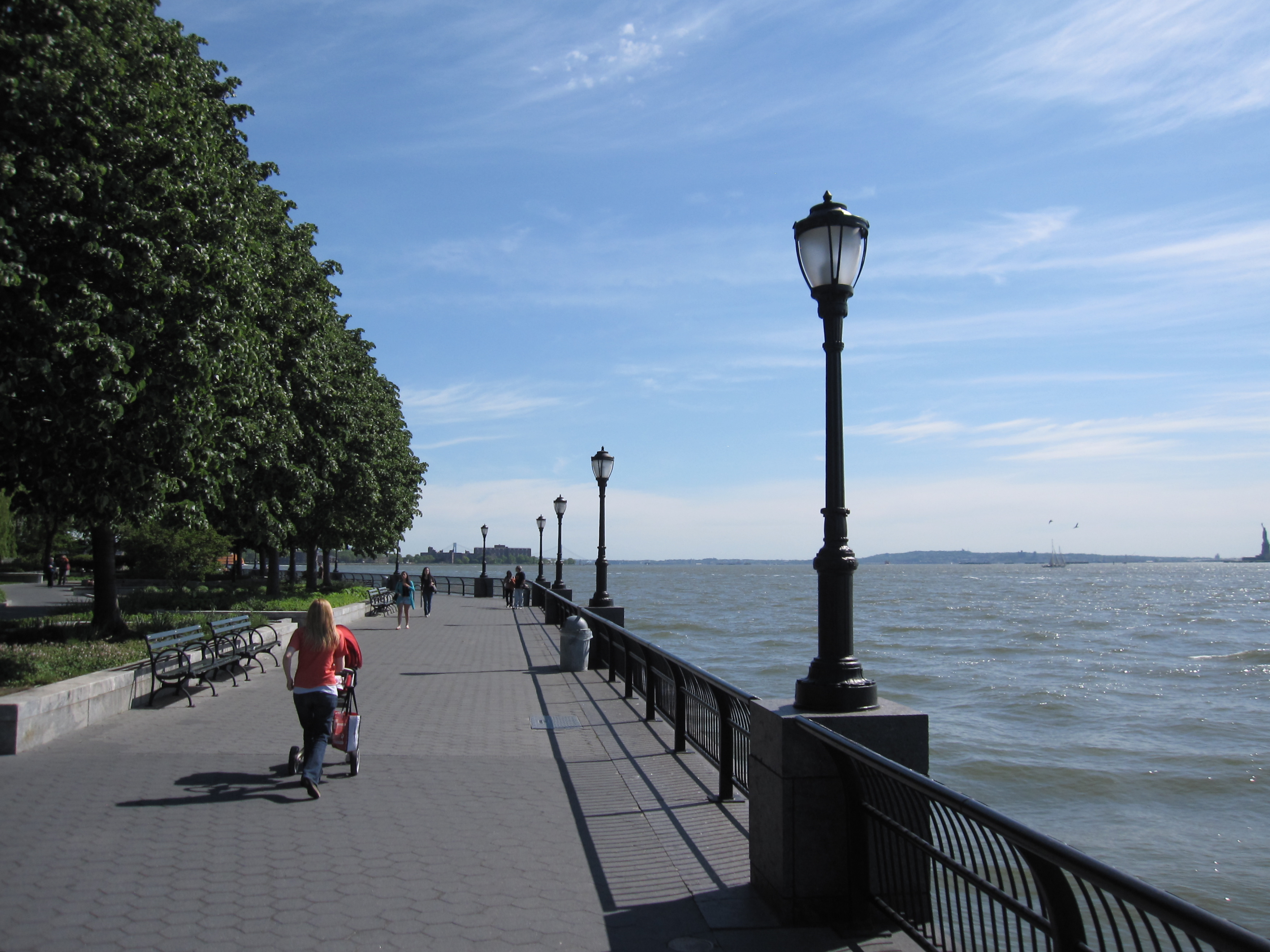
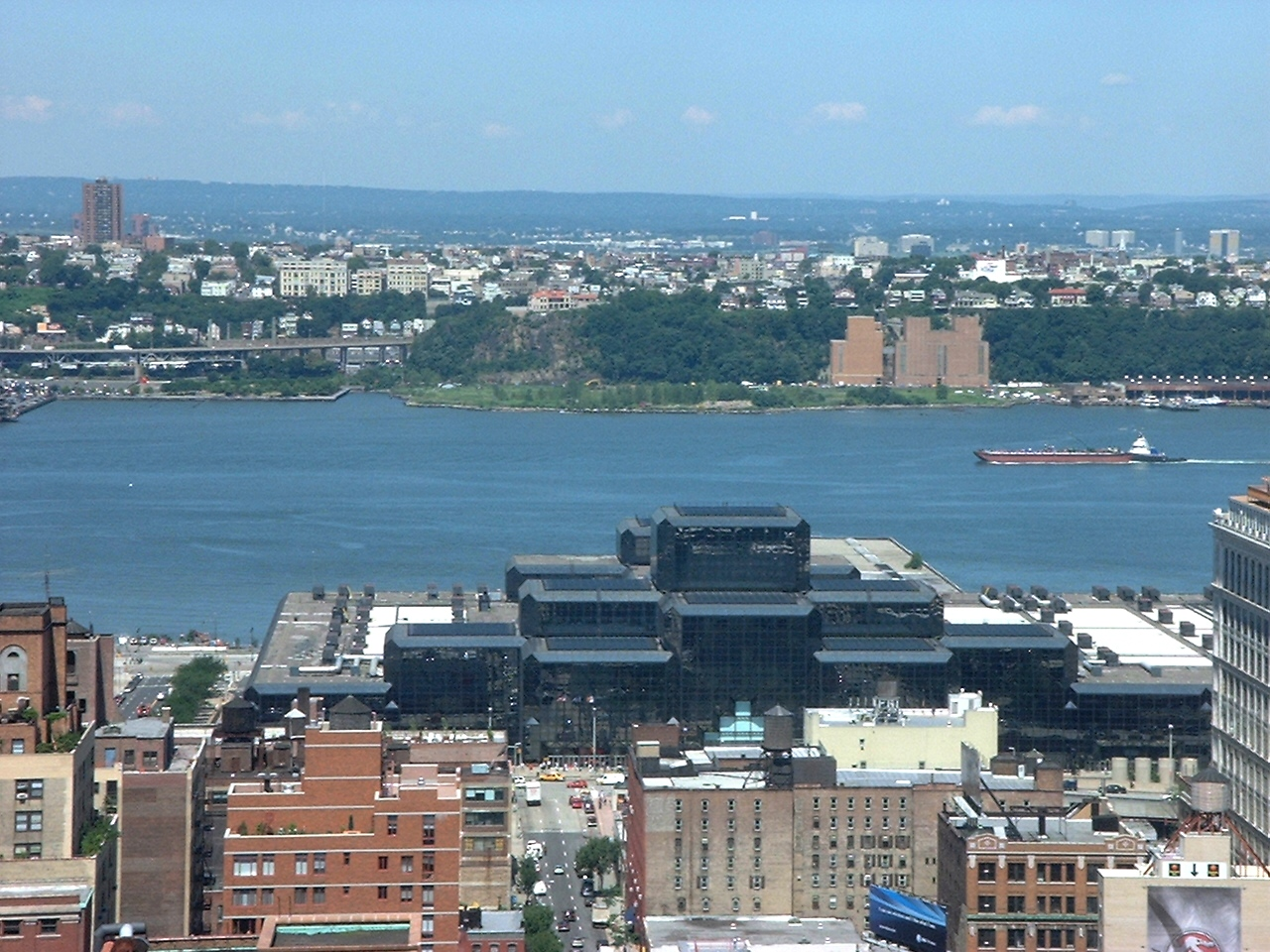
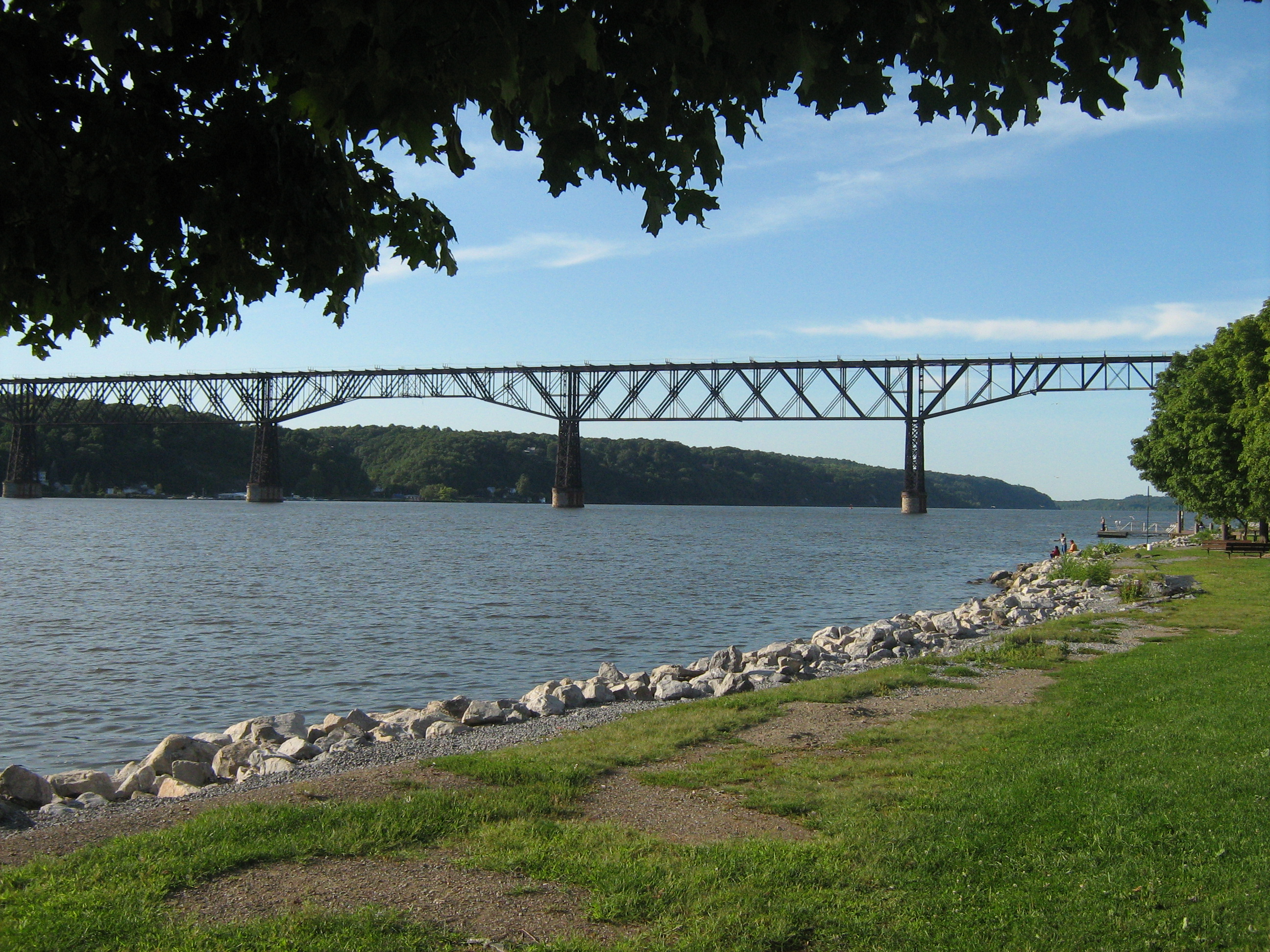
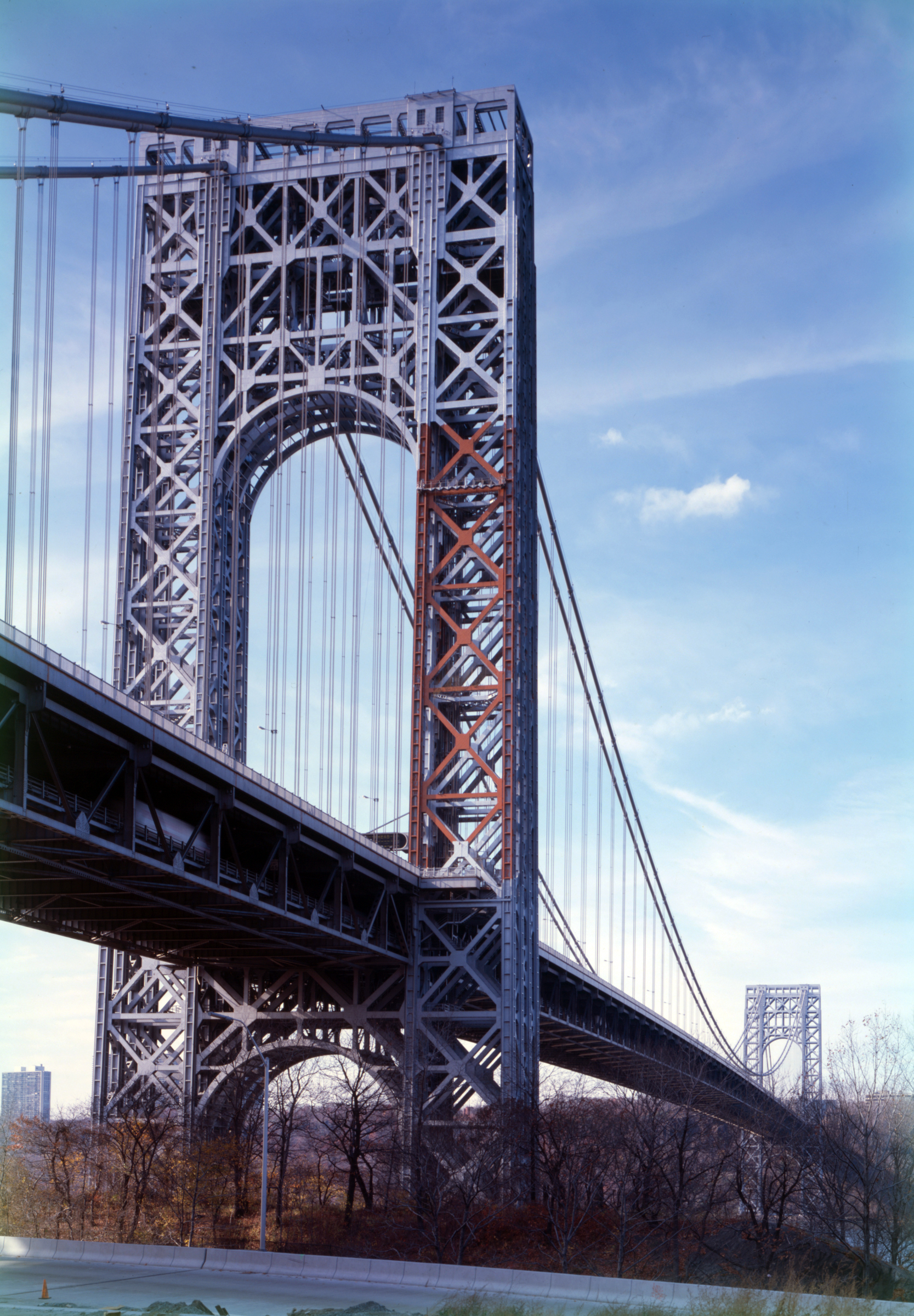
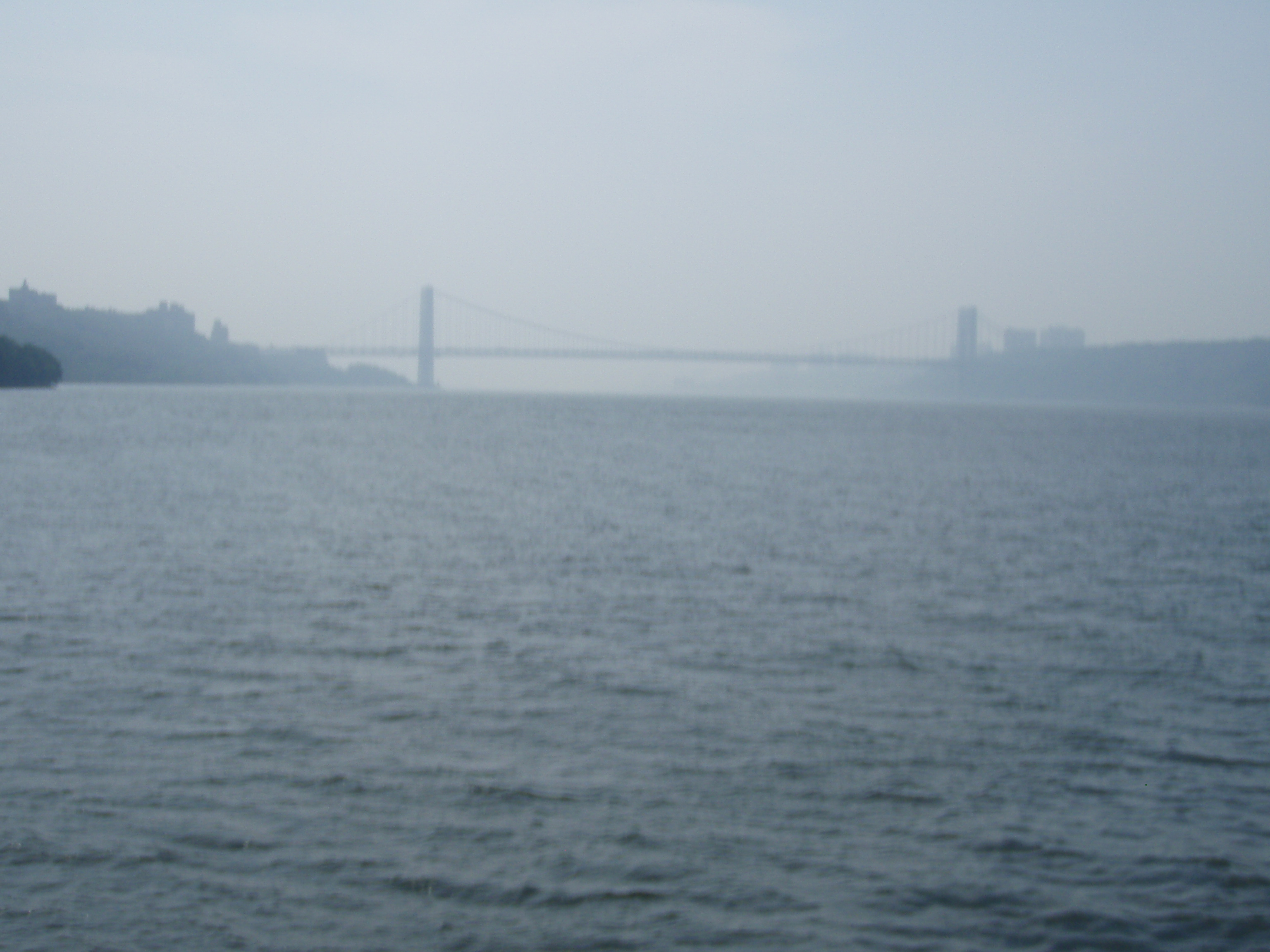
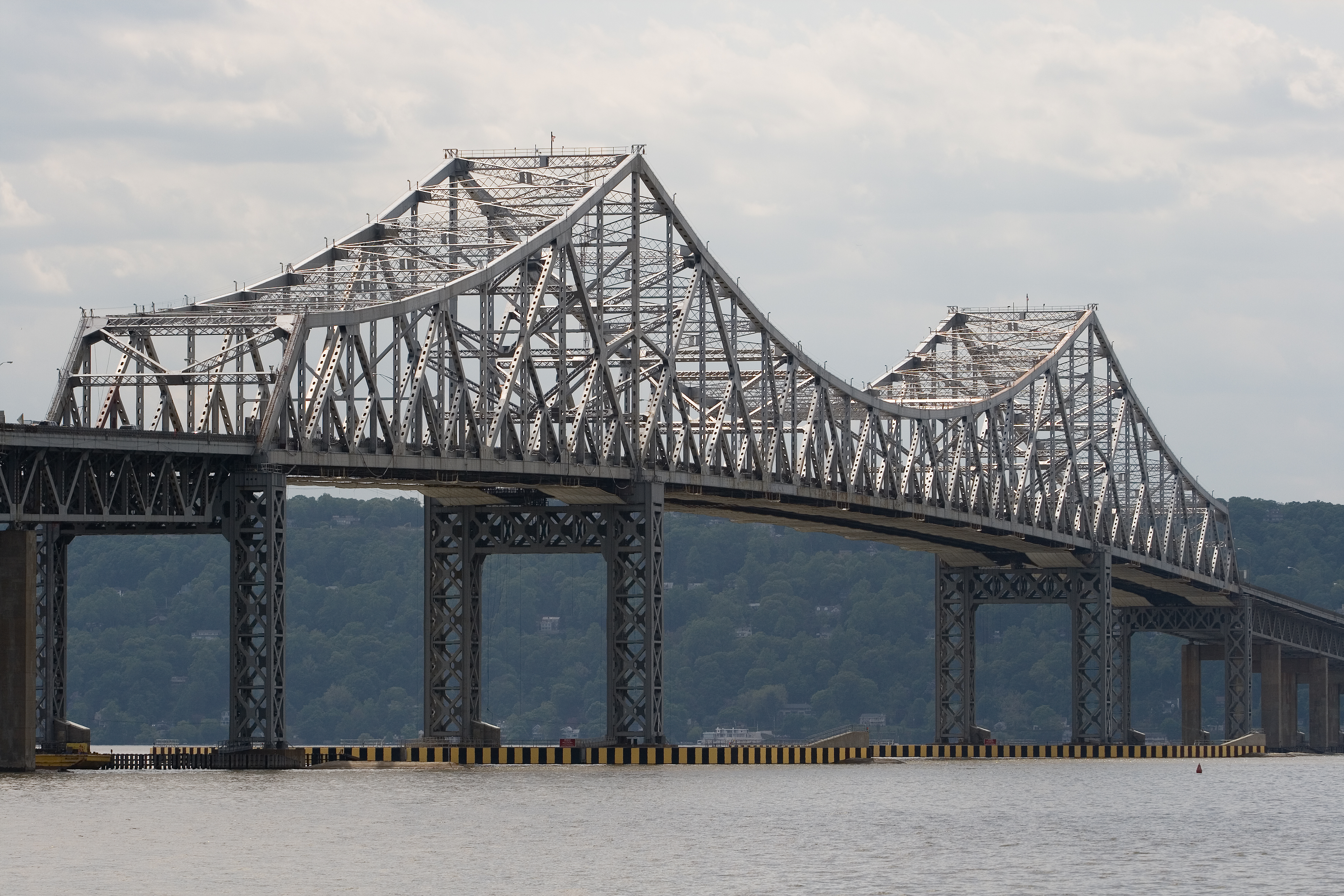
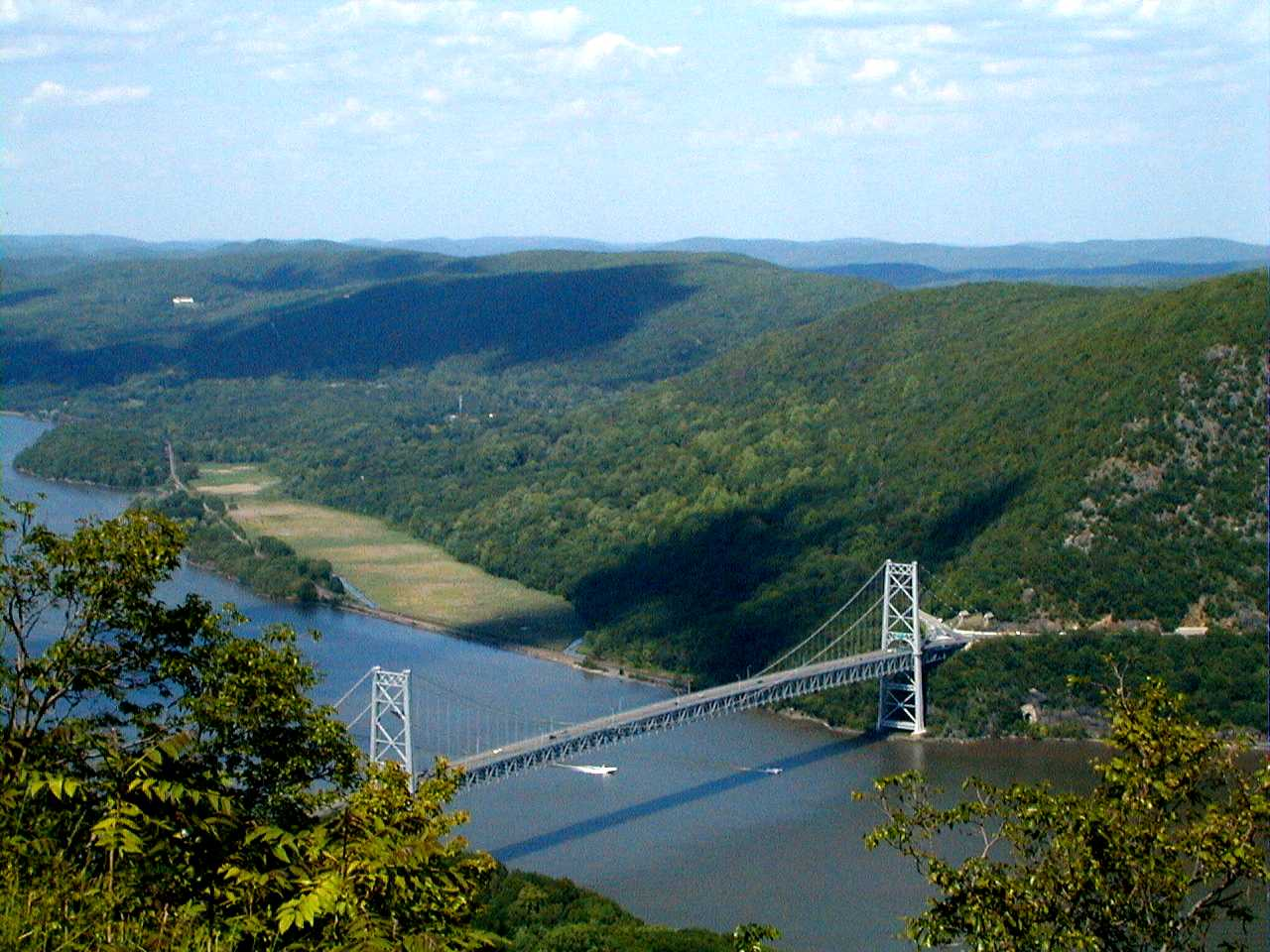
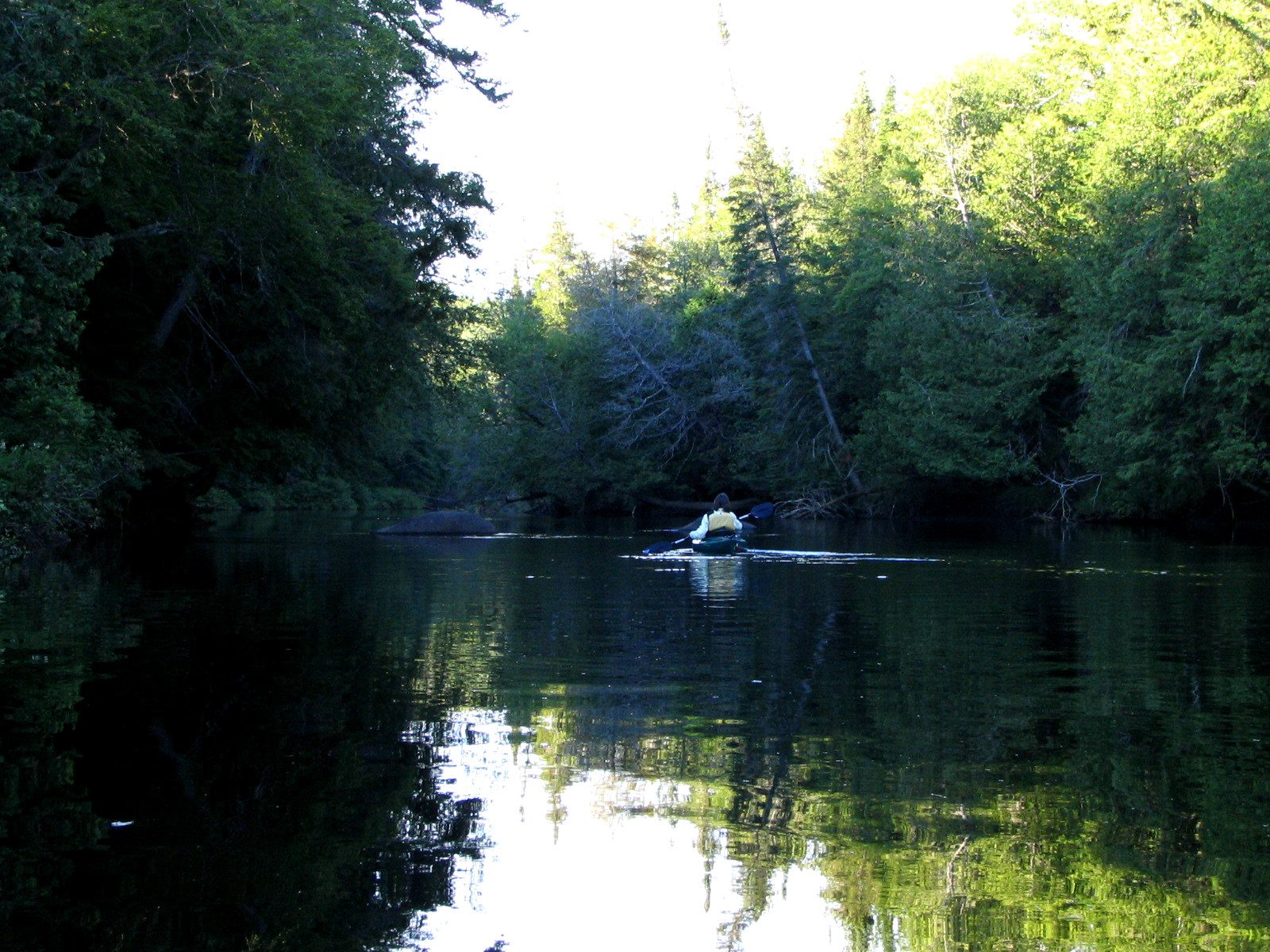
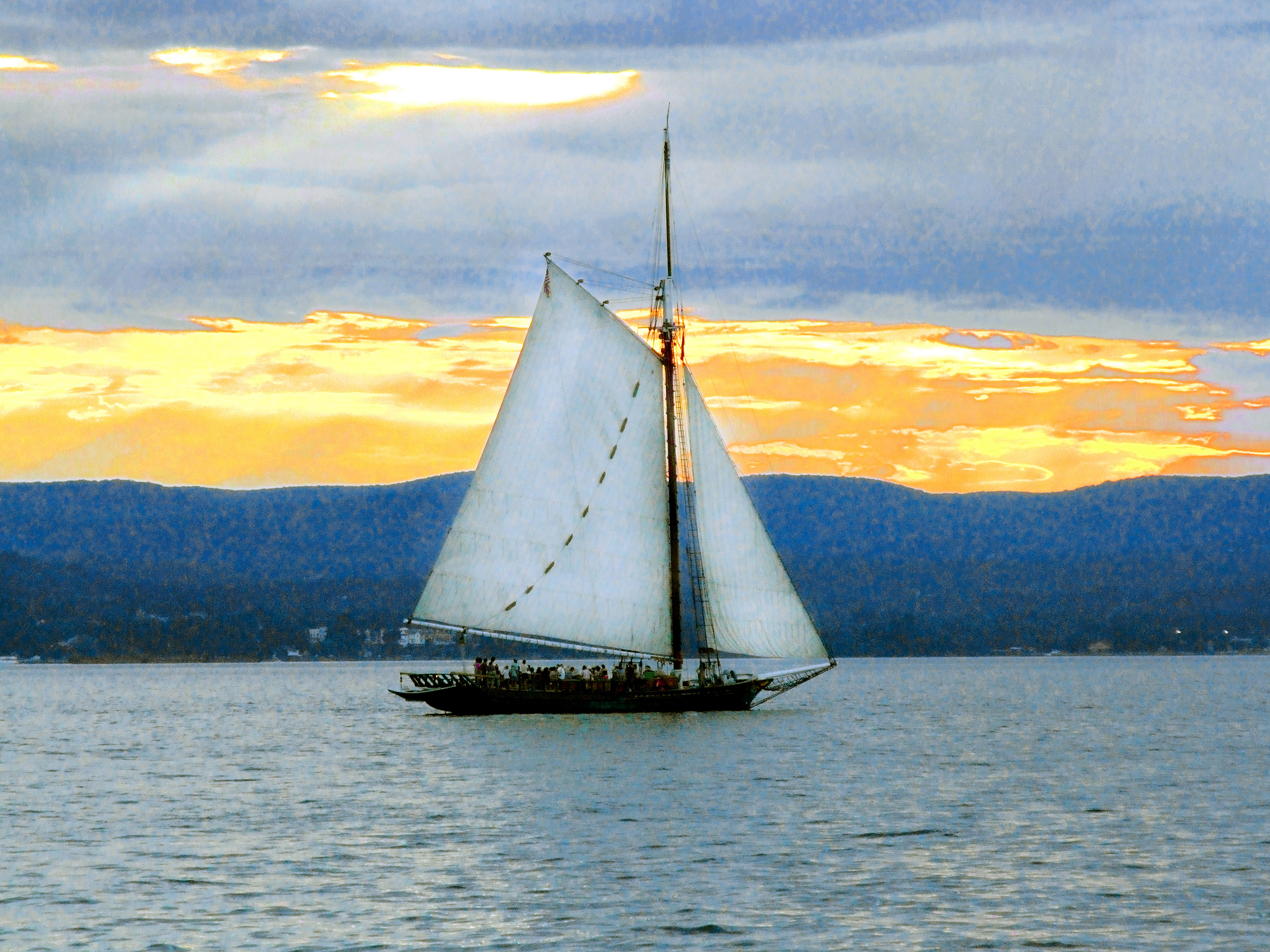
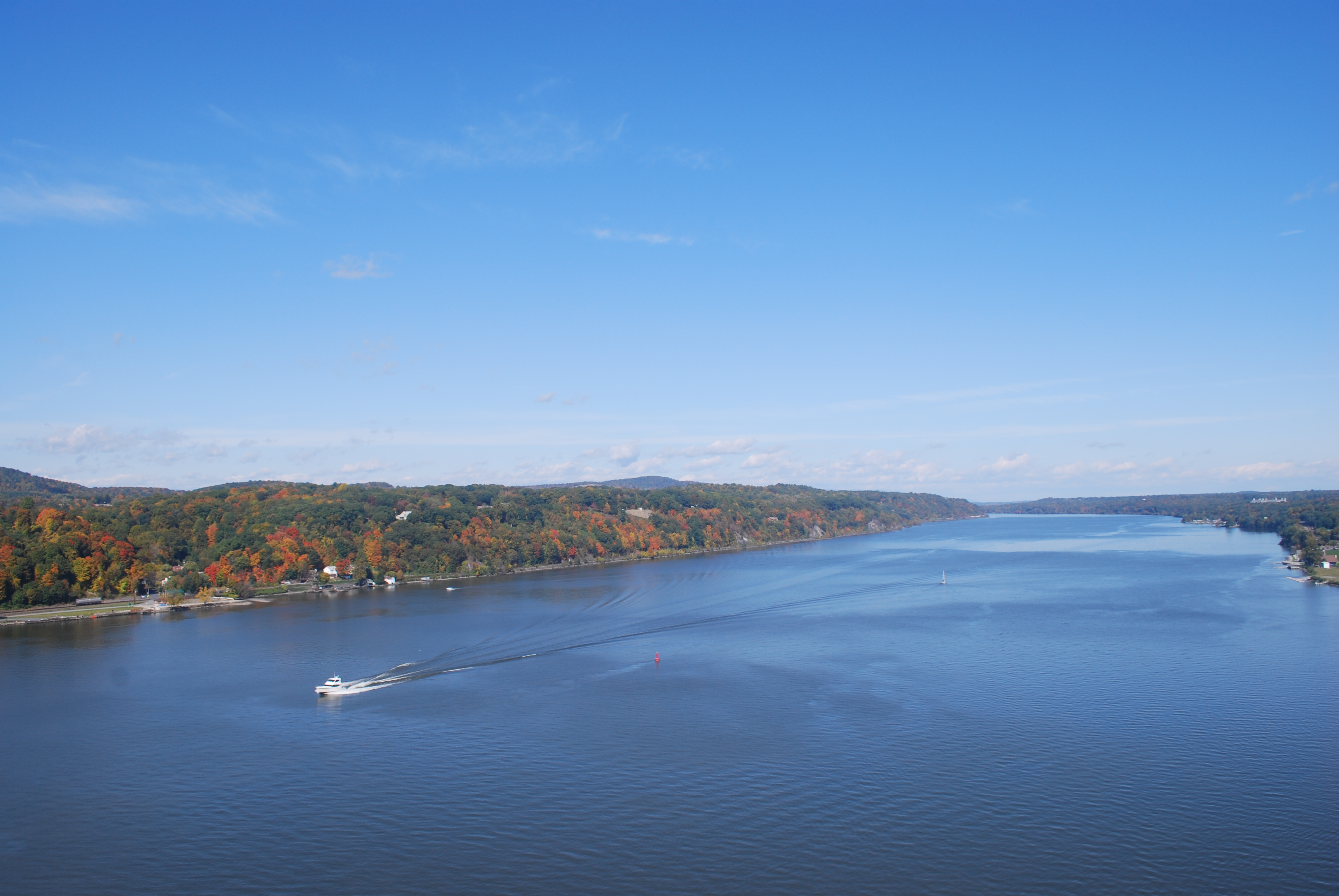
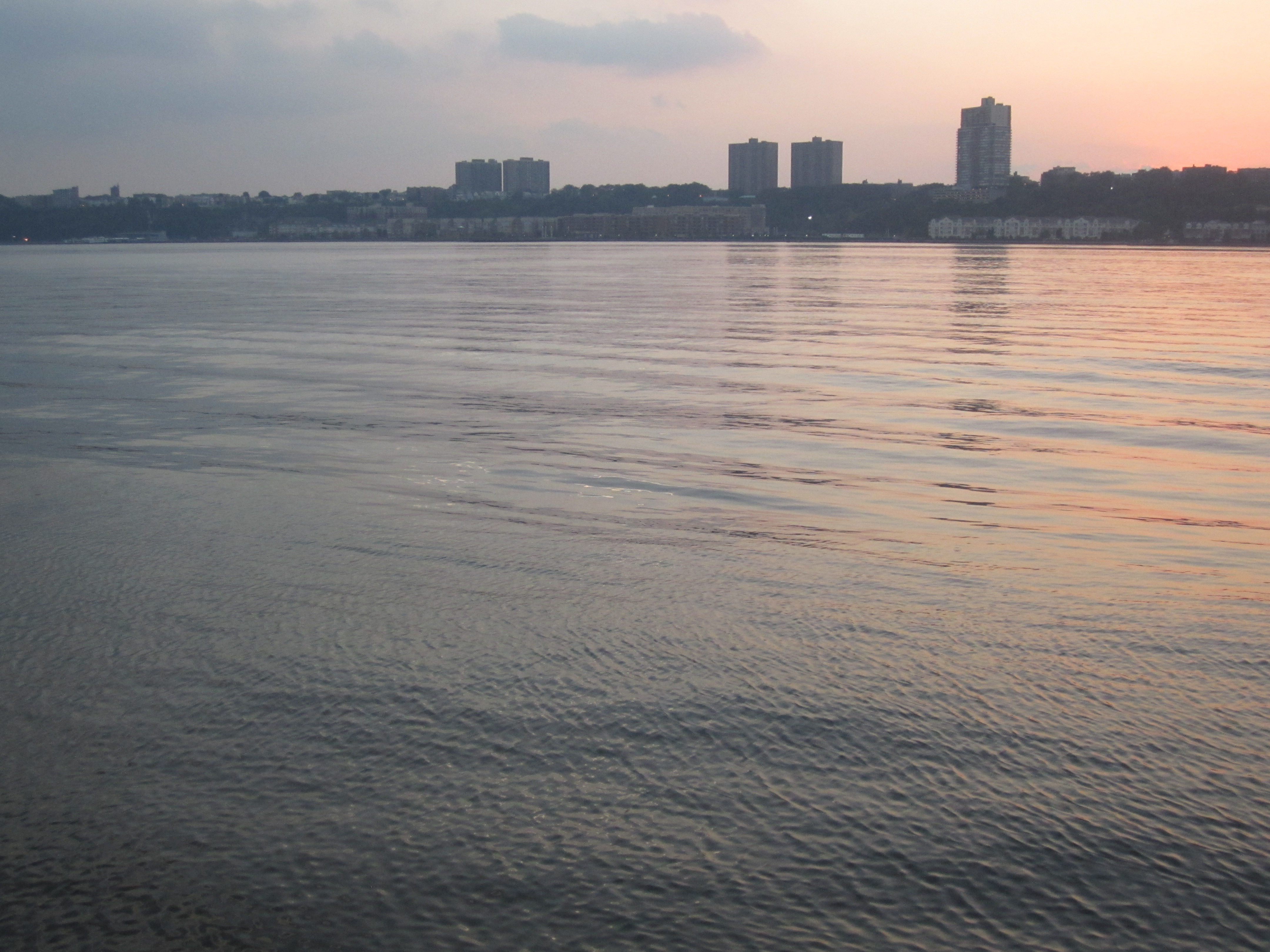